# 49 d'Aquari
49 d'Aquari ($9 d'Aquari) és una estrella de la Constel·lació d'Aquari. Té una magnitud aparent de 5,48.